# Mira Mazumdar
Mira Mazumdar (* 26. Oktober 1981 in München) ist eine deutsche Schauspielerin indisch-deutscher Herkunft.

## Leben und Wirken
Mira Mazumdar wuchs mit ihren Eltern, dem Philosophen Pravu Mazumdar und Katrin Mazumdar, ihrem jüngeren Bruder Juri Mazumdar und ihrer indischen Großmutter in München-Schwabing auf. Sie ist die Enkeltochter des CSU-Politikers Erwin Lauerbach und des indischen Politikers Prasant Sankar Majumdar. Nach ihrem Schulabschluss ging sie zunächst nach Indien, wo sie eine Tanzausbildung absolvierte. Mazumdar wurde vor allem durch ihre Rolle Nadya Djavadi in der Fernsehserie Freunde – Das Leben beginnt (2003–2006) bekannt. 2009 spielte sie die Sami in René Heisigs Fernsehfilm Schutzlos, welcher den Fernsehbiber auf den Biberacher Filmfestspielen gewann. 2010 hatte sie einen Gastauftritt in der Fernsehserie Marienhof sowie je eine Episodenhauptrolle in den Serien SOKO Stuttgart und Ein Fall für zwei. Von 2019 bis 2023 war sie als Polizistin Josy Drechsler in der BR-Fernsehserie Dahoam is Dahoam zu sehen.
Seit 2018 studiert sie bei Pamela Rosenkranz freie Kunst an der Akademie der bildenden Künste in München.
Im Jahr 2022 wurde sie in der BR-Reihe Lebenslinien von Andi Niessner porträtiert.
Mazumdar lebt in München. Sie hat mit ihrem Partner, dem Musiker Antun Opic, zwei Kinder. Neben ihrer Muttersprache Deutsch spricht sie auch Englisch, Italienisch, Spanisch und Bengali.

## Filmografie (Auswahl)
- 2003–2006: Freunde (Fernsehserie)
- 2004: Tausendmillionen Jahre (Kurzfilm)
- 2006: Figli di cane (Kurzfilm)
- 2006: Siragusa (Kurzfilm)
- 2006: My Heart Feels So Bad (Kurzfilm)
- 2007: Die Panne (Kurzfilm)
- 2007: Anna – Höhenflug und Absturz (Fernsehfilm)
- 2007: Il Maginifico
- 2008: Das Andere (Kurzfilm)
- 2008: Flicker
- 2009: Schutzlos
- 2010: He Watches (Kurzfilm)
- 2010: Marienhof (Fernsehserie, 16 Folgen)
- 2010: SOKO Stuttgart  (Fernsehserie, 1 Folge)
- 2010: Ein Fall für zwei (Fernsehserie, 1 Folge)
- 2010: Tape 1 (Kurzfilm)
- 2010: Verloren (Kurzfilm)
- 2011: Testing Life – Das Leben ein Wagnis
- 2012: Grenznah und bald (Kurzfilm)
- 2014: Um Himmels Willen (Fernsehserie, 1 Folge)
- 2015: Hubert und Staller (Fernsehserie, 1 Folge)
- 2015: Tatort: Einmal wirklich sterben
- 2016–2022: In aller Freundschaft – Die jungen Ärzte (Fernsehserie, 9 Folgen)
- 2018: Die Bergretter (Fernsehserie, 2 Folgen)
- 2019–2023: Dahoam is Dahoam (Fernsehserie)
- 2022: Die Rosenheim-Cops (Fernsehserie, 1 Folge)
- 2023: Neue Geschichten vom Pumuckl (Fernsehserie)
- 2024: Turmschatten (Fernsehserie)